# Placówka Straży Granicznej II linii „Lubliniec”
Placówka Straży Granicznej II linii „Lubliniec” – jednostka organizacyjna Straży Granicznej pełniąca służbę ochronną na granicy polsko-niemieckiej w okresie międzywojennym.

## Formowanie i zmiany organizacyjne
Rozporządzeniem Prezydenta Rzeczypospolitej Polskiej Ignacego Mościckiego z 22 marca 1928 roku, do ochrony północnej, zachodniej i południowej granicy państwa, a w szczególności do ich ochrony celnej, powoływano z dniem 2 kwietnia 1928 roku  Straż Graniczną.
Rozkazem nr 4 z 30 kwietnia 1928 roku w sprawie organizacji Śląskiego Inspektoratu Okręgowego dowódca Straży Granicznej gen. bryg. Stefan Pasławski określił strukturę organizacyjną komisariatu SG „Lubliniec”. Placówka Straży Granicznej II linii „Lubliniec” znalazła się w jego strukturze.

## Służba graniczna
Przejścia graniczne
Na terenie placówki działało:
- przejście graniczne kolejowe Lubliniec – Teichwalde
- przejścia gospodarcze Pietruchowe – Teichwalde
- przejścia gospodarcze Pietruchowa – Grenzingen
- przejścia gospodarcze Pawonków – Wilffurt
- przejścia gospodarcze Pawonków – Flügeldorf
- przejścia gospodarcze Kośmidry – Heidehammer
- przejścia gospodarcze Pusta Kuźnica – Wüstenrode
- przejścia gospodarcze Krywałd – Wüstenrode

## Kierownicy/dowódcy placówki
| stopień          | imię i nazwisko          | okres pełnienia służby |
| ---------------- | ------------------------ | ---------------------- |
| przodownik       | Aleksander Wojciechowski | był XII 1930           |
| starszy strażnik | Franciszek Kwietniewski  | był XII 1931           |